# Lelkom (Boudry)
Pour les articles homonymes, voir Lelkom.
Lelkom est un village situé dans le département de Boudry de la province du Ganzourgou dans la région du Plateau-Central au Burkina Faso.

## Géographie
Lelkom se trouve à environ 2 km à l'est de Boudry.

## Santé et éducation
Le centre de soins le plus proche de Lelkom est le centre de santé et de promotion sociale (CSPS) de Boudry tandis que le centre médical avec antenne chirurgicale (CMA) le plus proche se trouve à Zorgho.